# Hans Heinrich Palitzsch

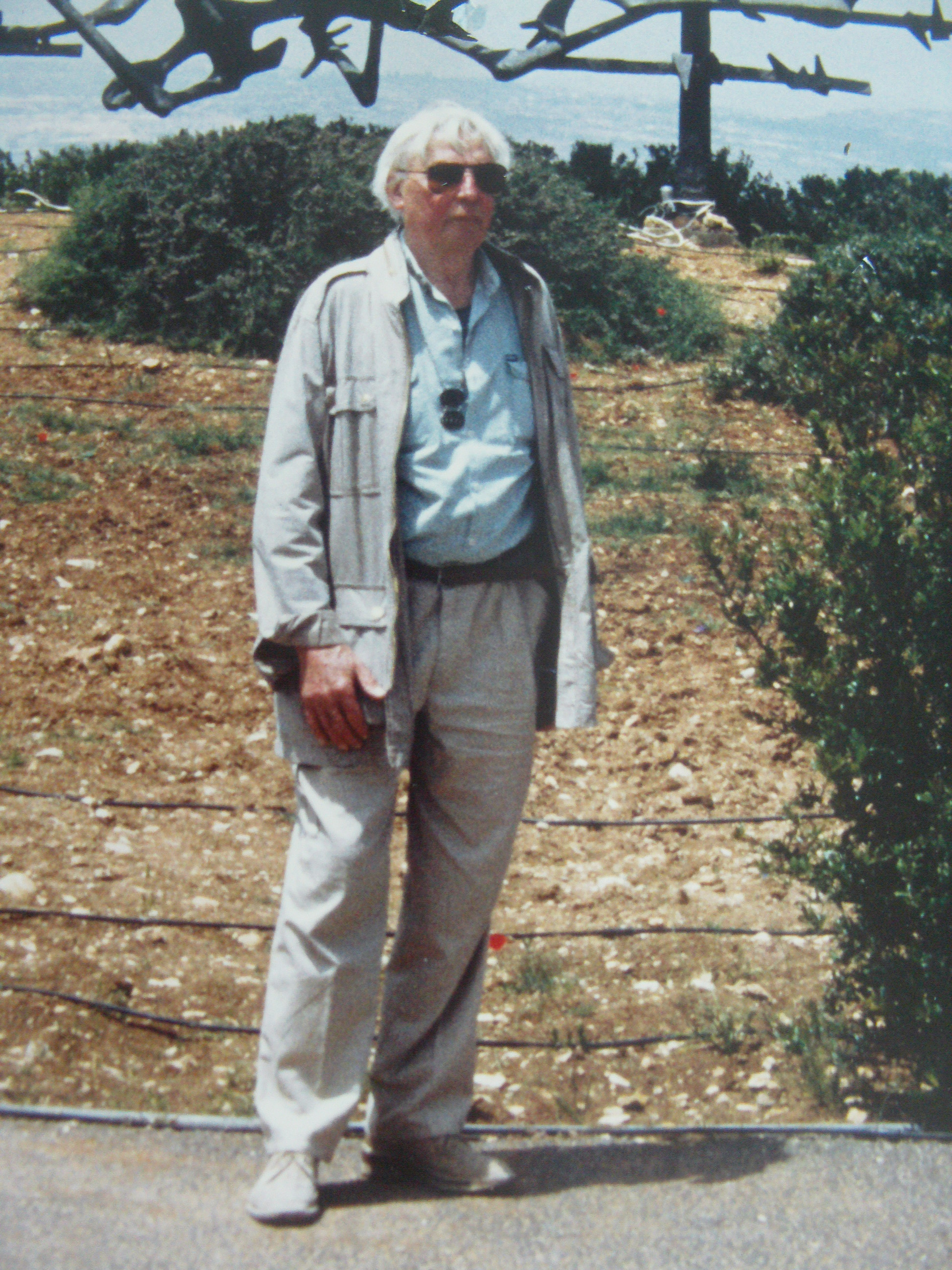
Hans Heinrich Palitzsch in Yad Vashem (Israel)

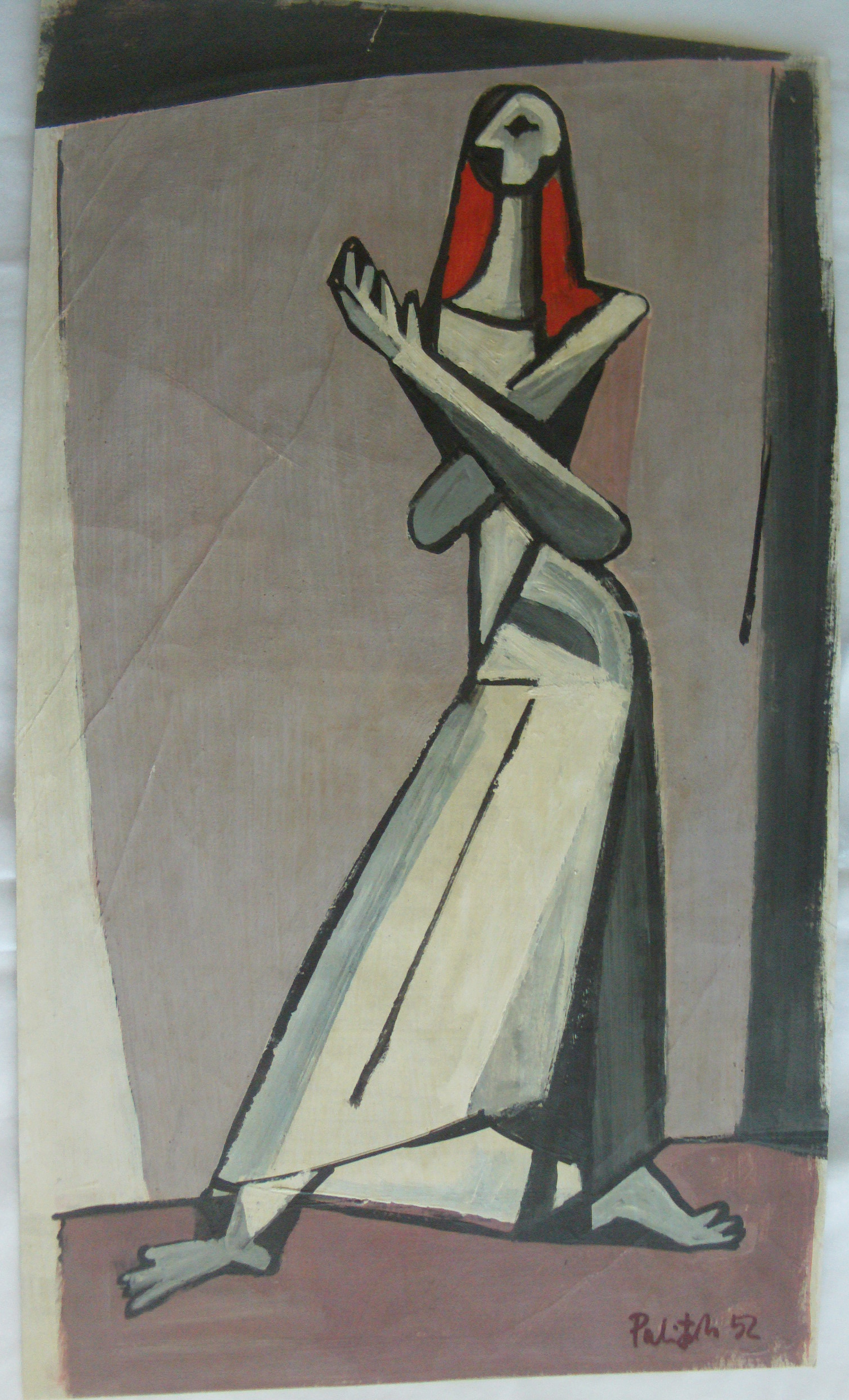
Gemälde Dore Hoyer tanzt. (1952)

Prospekt zur Ausstellung 1985

Hans Heinrich Palitzsch (* 7. Dezember 1912 in Dresden; † 20. Oktober 2005 in Gauting) war ein deutscher Maler, Bühnenbildner und Gebrauchsgraphiker.

## Leben
Palitzsch studierte 1930 bis 1934 in Dresden und Berlin. Bis 1939 arbeitete er als freier Gebrauchsgraphiker, gemeinsam mit seinem jüngeren Bruder Peter Palitzsch, und als Theatermaler und Bühnenbild-Assistent bei Karl von Appen in Dresden. Nach der Kriegsteilnahme von 1939 bis 1945: „Mitarbeit beim Wiederaufbau der Stadt Dresden“. Von 1947 bis 1949 war er Bühnenbildner in Stuttgart, von 1951 bis 1957 in Ulm und Mannheim. An der Freien Akademie Mannheim war er in dieser Zeit Direktionsmitglied und Lehrer für Gebrauchsgraphik und Schrift. 
Ausstattungsleiter war Palitzsch am Stadttheater Bremerhaven (1949–1951), den Landestheatern Linz (1957–1960) und Darmstadt (1960–1961), von 1968 bis 1973 in Oldenburg und schließlich von 1973 bis zu seiner Pensionierung 1985 am Stadttheater Würzburg. 
Seit 1961 arbeitete er zusätzlich als freier Gastbühnenbildner, u. a. immer wieder am Deutschen Theater in Göttingen.

## Verbleib des Werkes (Auswahl)
Sechs Gemälde von Hans Heinrich Palitzsch aus den Jahren 1945 bis 1988 gehören zur Sammlung der Galerie Neue Meister im Albertinum, wobei Fahnen in der Nacht wohl das bekannteste Werk ist.
Durch eine Spende des Schauspielers Sascha Römisch ist das Theater Ulm im Besitz eines Konvoluts von Originalen der Theaterwerbung aus den 1950er Jahren.

## Weitere Werke (Auswahl)
- Herbst (Tafelbild, Öl; 1945; ausgestellt 1945/1946 auf der Ausstellung „Freie Künstler. Ausstellung Nr. 1“ in Dresden)[7]
- Der Bogen (Tempera; 1947 ausgestellt auf der Ersten Ausstellung Dresdner Künstler)[8]

## Ausstellungen (Auswahl)
- 1945/1946: Beteiligung an der Ausstellung „Freie Künstler. Ausstellung Nr. 1“ in Dresden
- 1946: Beteiligung an der Allgemeinen Deutschen Kunstausstellung in Dresden
- 1947: Beteiligung an der "Ersten Ausstellung Dresdner Künstler" in Dresden[9]
- 1948: Beteiligung an der Ausstellung Der Ruf. Dresdner Maler! Auswärtige Gäste! in Dresden[10]
- 1954: Beteiligung an einer Kollektivausstellung von Theaterplakaten im Museum of Modern Art, New York[11]
- 1964: Beteiligung an Das Bühnenbild nach 1945. eine Dokumentation. in Zürich[12]
- 1972/1973: Arbeiten für das Theater. in Oldenburg und Gütersloh
- 1976: Arbeiten für das Theater. in Berlin[13] und Göttingen
- 1985: Arbeiten für das Theater. Würzburg
- 2019: Werke des Theatergrafikers Hans Heinrich Palitzsch. Foyer Theater Ulm[14]

## Auszeichnungen (Auswahl)
- 1996: Verleihung des Friedrich-Baur-Preises der Bayerischen Akademie der schönen Künste,[11] als Bühnenkünstler[15]